# 双(三苯基膦)溴化亚铵
双(三苯基膦)溴化亚铵是一种亚铵盐，化学式为[(C6H5)3P)2N]Br，简写为[PPN]Br。它可由三苯基膦和溴在1,1,2,2-四氯乙烷中反应，再和盐酸羟胺反应得到。它和[NMe4][M(TeCF3)2]在乙腈中反应，可以得到[PPN][M(TeCF3)2]（M=Ag, Au）。它和溴在室温反应，可以得到红棕色的[PPN][Br11·Br2]晶体。

## 拓展阅读
- Patrick Voßnacker, Simon Steinhauer, Julia Bader, Sebastian Riedel. . Chemistry – A European Journal. 2020-10-15, 26 (58): 13256–13263  [2023-03-15]. ISSN 0947-6539. PMC 7693257 . PMID 32378246. doi:10.1002/chem.202001864 （英语）.